# La Bastide-des-Jourdans
La Bastide-des-Jourdans är en kommun i departementet Vaucluse i regionen Provence-Alpes-Côte d'Azur i sydöstra Frankrike. Kommunen ligger i kantonen Pertuis som tillhör arrondissementet Apt. År 2022 hade La Bastide-des-Jourdans 1 723 invånare.

## Befolkningsutveckling
Antalet invånare i kommunen La Bastide-des-Jourdans
| Referens: INSEE |